# Cénac-et-Saint-Julien
Cénac-et-Saint-Julien is een gemeente in het Franse departement Dordogne (regio Nouvelle-Aquitaine). De plaats maakt deel uit van het arrondissement Sarlat-la-Canéda. Cénac-et-Saint-Julien telde op 1 januari 2022 1.189 inwoners. 

## Geografie
De oppervlakte van Cénac-et-Saint-Julien bedraagt 19,87 km², de bevolkingsdichtheid is 61 inwoners per km² (per 1 januari 2019).
De onderstaande kaart toont de ligging van Cénac-et-Saint-Julien met de belangrijkste infrastructuur en aangrenzende gemeenten.

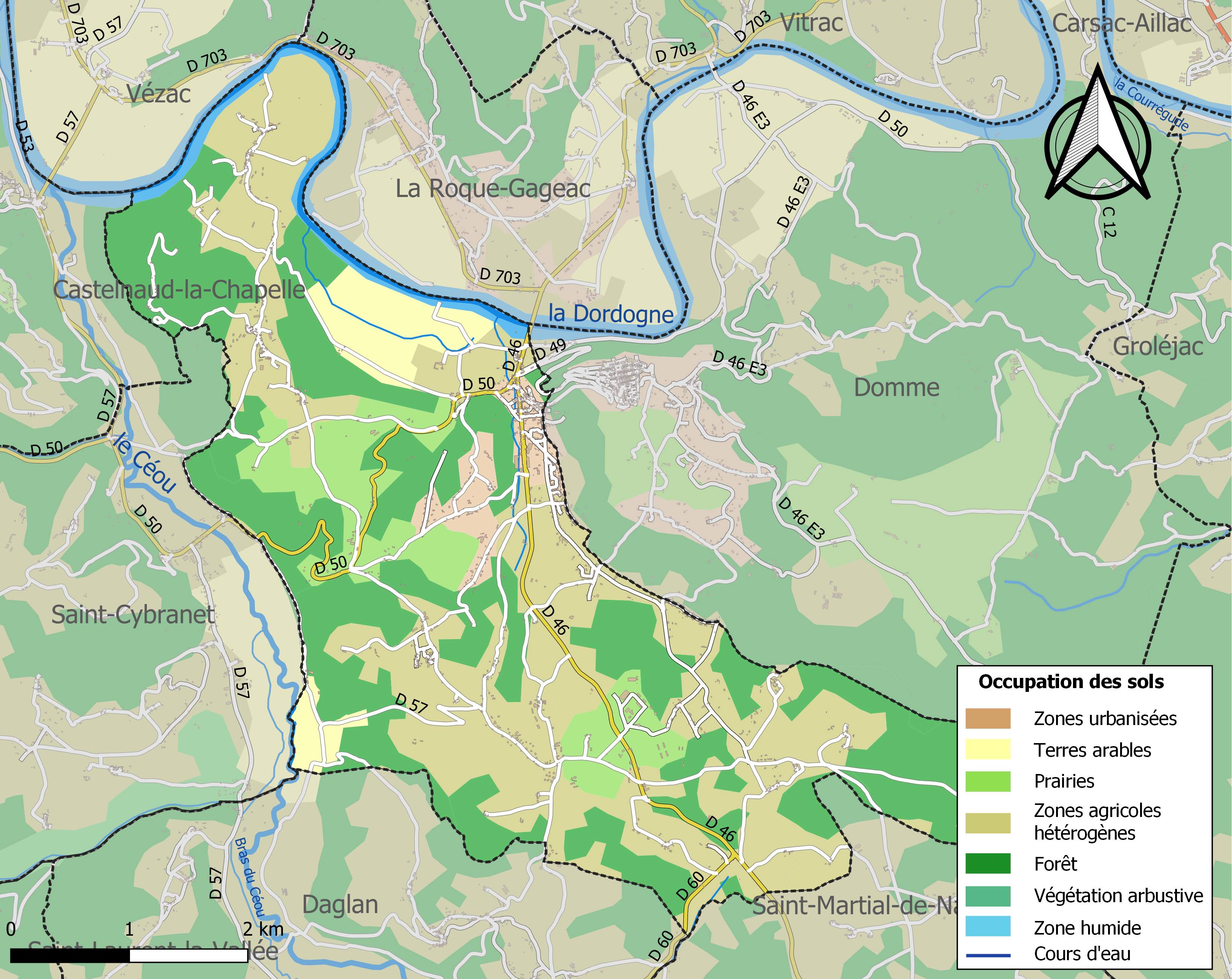

## Demografie
Onderstaande figuur toont het verloop van het inwonertal (bron: INSEE-tellingen).